# Rekord
Rekord este o companie producătoare de încălțăminte din Alba Iulia.
A fost fondată în anul 1994 și este deținută de omul de afaceri italian Giacometti Alcide.
Firma desfășoară activități de fabricare a încălțămintei pentru bărbați și femei, ghete de munte, cizme pentru motocros, ghete sky-fond, comercializarea mărfurilor făcându-se prin intermediul rețelelor de distribuție naționale și prin magazinele proprii din Mediaș și Alba Iulia.
Până în 1997, compania a funcționat într-un spațiu închiriat, având 90 de angajați.

## Informații financiare[3]
| Ani  | Venituri  | Cheltuieli | Profit   | Inventar | Rezerve | Creanțe  | Datorii  | Banca și numerar | Angajați |
| ---- | --------- | ---------- | -------- | -------- | ------- | -------- | -------- | ---------------- | -------- |
| 2021 | 250594109 | 209427341  | 41187456 | 62438522 | 0       | 48741195 | 41944273 | 11126415         | 411      |
| 2020 | 138932933 | 121102814  | 17903827 | 36855296 | 0       | 29282570 | 27508879 | 15539630         | 330      |
| 2019 | 155021884 | 135671091  | 19431798 | 28189669 | 0       | 30442504 | 28115789 | 21845309         | 423      |
| 2018 | 170740352 | 151353057  | 19449072 | 25843060 | 0       | 42398922 | 30628430 | 7198675          | 445      |
| 2017 | 164772363 | 149545283  | 15299255 | 24394591 | 0       | 37469889 | 32814870 | 2654657          | 422      |
| 2016 | 115984525 | 94509539   | 21548996 | 23035274 | 0       | 29683544 | 39757621 | 13616557         | 375      |

1. 1 2  Rekord si-a triplat vanzarile de pantofi renuntand la lohn, 27 aprilie 2007, Laurentiu Cotu, Ziarul financiar, accesat la 27 iunie 2015
2. ↑  Rekord isi face intrarea pe piata cu pantofi captusiti cu Gore-tex, 25 noiembrie 2005, Alina Pahoncia, Anca Rif, Zf Transilvania, Ziarul financiar, accesat la 27 iunie 2015
3. ↑  „REKORD - RAPORTUL COMPANIEI”. www.incorpo.ro. Accesat în 3 martie 2023.